# Tim Gleason
Timothy Gleason (Clawson, 29 gennaio 1981) è un hockeista su ghiaccio statunitense di ruolo difensore. Dalla stagione 2005-2006 gioca per i Carolina Hurricanes, formazione della National Hockey League.